# ناحیه دوستی
ناحیه دوستی (نام پیشین: ناحیهٔ جیلی‌کول (به تاجیکی: Ноҳияи Ҷиликӯл)) یکی از ناحیه‌های اداری ولایت ختلان است که در جنوب کشور تاجیکستان جای دارد و مرکز این ناحیه، جماعت جیلی‌کول است.
بر پایهٔ آمار سال ۲۰۰۸ میلادی، این ناحیه ۷۲٫۷۵۷ نفر جمعیت داشته‌است.

## تقسیمات
جماعت‌های این ناحیه بشرح زیر است:
- جیلی‌کول
- دهقان‌آباد
- سِوِردلوف
- گرااوتی
- نور وخش
- نوزمین